# Agave brittoniana
Agave brittoniana es una especie de Agave nativa de Cuba. Fuera descrito por primera vez en 1913 en el Mem. Nacional. Académico. Ciencias. por William Trelease.

## Descripción de la planta
Este es un agave verde claro. Este agave es muy raro afueras de Cuba, por lo que no se sabemos mucho acerca sus flores. La espina terminal, que es la que se encuentra al final de las hojas de todos los agaves, parece ébano pulido que se desvanece hasta adquirir el aspecto de madera de caoba. Como muchos agaves caribeños, esta planta es uniformemente verde excepto por sus espinas. Estas tienden a crecer grandes, como Agave americana. Debido a su rareza en el cultivo, no se conoce bien su sensibilidad a las heladas.

## Distribución
Esta planta es muy común en cuba. No es común en horticultura.[cita requerida]